# Głęboczek (powiat koniński)
Głęboczek – wieś w Polsce, w województwie wielkopolskim, w powiecie konińskim, w gminie Wilczyn. Stanowi odrębne sołectwo.
Do 2023 miejscowość była częścią wsi Wtórek.
W latach 1975–1998 Głęboczek administracyjnie należał do województwa konińskiego.